# Bubka (magazyn)
Bubka (jap. ブブカ, zapis stylizowany BUBKA) – japoński miesięcznik skierowany do mężczyzn wydawany przez Byakuya Shobo.

## Problematyczne artykuły
- W wydaniach z września i grudnia 2001 roku oraz od stycznia do marca 2002 roku magazyn Bubka opublikował szereg artykułów i zdjęć aktorki Aimi Nakamury sprzedającej własną używaną bieliznę w sklepie burusera. Nakamura złożyła następnie pozew o odszkodowanie w wysokości około 30 milionów jenów za „zniesławienie, naruszenie prywatności i prawa do wizerunku, odwołanie prac, w których miała wystąpić i inne znaczące szkody”. Pozwana firma wydawnicza broniła się, że zdjęcia „relacjonowały i zwracały uwagę opinii publicznej na moralność i ducha czasów i były przedmiotem ogólnego zainteresowania publicznego”. W czerwcu 2002 roku Sąd Okręgowy w Tokio orzekł, że fotografowanie miało miejsce, gdy powódka miała od 13 do 15 lat, a „to, co powódka zrobiła przed debiutem, było kwestią zwykłego zainteresowania i ciekawości”, oraz że nie było to kwestią ogólnego zainteresowania publicznego, sąd orzekł, że wydawca Core Magazine powinien zapłacić powódce 2,2 miliona jenów[2][3].

- W lipcu 2002 roku w specjalnym wydaniu magazynu Bubka zostały opublikowane zdjęcia z dzieciństwa kilku idolek, w tym Noriki Fujiwary, Kyōko Fukady i Natsumi Abe, a przeciwko wydawcy złożono pozew o naruszenie prywatności[4][5].

- Hidetoshi Nakata złożył pozew przeciwko Core Magazine za opublikowanie zdjęć jego i Rie Miyazawy w numerze Bubka z marca 2003 roku. W następstwie wydawca otrzymał nakaz zapłaty 1,1 miliona jenów[6][7].

- Nieprzyzwoity wizerunek spikerki Naoko Takano z ABC TV (Asahi Television Broadcasting Corporation) został opublikowany w czerwcowym wydaniu Bubuki z 2007 roku. Obraz był połączeniem zdjęcia twarzy Takano pobranego ze strony internetowej stacji z nieprzyzwoitym obrazem zupełnie innej osoby. We wrześniu tego samego roku Takano i Asahi Broadcasting Corporation złożyli skargę karną przeciwko Core Magazine na policję prefekturalną w Osace za zniesławienie i naruszenie ustawy o prawach autorskich[8][9].

## Bubka Web
Bubka Web (jap. ブブカウェブ, zapis stylizowany BUBKA WEB) – strona internetowa, która codziennie dostarcza wiadomości z magazynu dla idolek Bubka. Zawiera najnowsze informacje o idolkach, aktorkach, modelkach gravure i nie tylko.
Na stronie znajdują się również wiadomości o rozrywce, kulturze, jedzeniu, społeczeństwie, sporcie, dramach i felietonach, które są aktualizowane regularnie.